# Richard Wolff
Richard Wolff (ur. 12 czerwca 1976 w Pradze) – czeski żużlowiec, występujący również na długim torze i na trawie.

## Życiorys
Złoty medalista młodzieżowych indywidualnych mistrzostw Czech (1997). Trzykrotny złoty medalista mistrzostw Czech w parach (1996, 1997, 1998). Brązowy medalista indywidualnych mistrzostw Czech na długim torze (2010). 
Finalista indywidualnych mistrzostw świata juniorów (Žarnovica 1994 – jako rezerwowy). Dwukrotny finalista indywidualnych mistrzostw Europy (Slaný 2003 – XIV miejsce, Holsted 2004 – XV miejsce). Finalista klubowego Pucharu Europy – w barwach klubu Olymp Praga (Lublana 2004 – IV miejsce). Dwukrotny finalista indywidualnych mistrzostw świata na długim torze (2008 – XV miejsce, 2009 – XIX miejsce). Dwukrotny finalista indywidualnych mistrzostw Europy na torze trawiastym (La Reole 2010 – XVII miejsce, Eenrum 2012 – XVI miejsce). 
Poza startami w lidze czeskiej, austriackiej i niemieckiej, startował również w lidze brytyjskiej, w barwach klubów z Trelawny (2001–2003), 
Oksfordu (2002) i Reading (2005), oraz w lidze polskiej, w barwach klubu KSM Krosno (1998–1999, 2003, 2008–2009).